# Młodzieżowe Indywidualne Mistrzostwa Polski na Żużlu 2000
Młodzieżowe Indywidualne Mistrzostwa Polski na Żużlu 2000 – zawody żużlowe, mające na celu wyłonienie medalistów młodzieżowych indywidualnych mistrzostw Polski w sezonie 2000. Rozegrano dwa turnieje półfinałowe oraz finał, w którym zwyciężył Rafał Okoniewski.

## Finał
- Gorzów Wielkopolski, 30 lipca 2000
- Sędzia: Sławomir Jędraś

| Msc. | Zawodnik               | Klub         | Pkt   |             |  |
| ---- | ---------------------- | ------------ | ----- | ----------- |  |
| 1    | Rafał Okoniewski       | Gorzów Wlkp. | 13 +3 | (2,3,3,3,2) |  |
| 2    | Tomasz Chrzanowski     | Toruń        | 13 +d | (1,3,3,3,3) |  |
| 3    | Jarosław Hampel        | Piła         | 12 +3 | (3,2,2,2,3) |  |
| 4    | Mariusz Węgrzyk        | Wrocław      | 12 +2 | (3,3,1,3,2) |  |
| 5    | Krzysztof Cegielski    | Gdańsk       | 11    | (1,2,3,2,3) |  |
| 6    | Tomasz Gapiński        | Piła         | 9     | (2,3,d,1,3) |  |
| 7    | Krzysztof Stojanowski  | Zielona Góra | 9     | (2,0,2,3,2) |  |
| 8    | Paweł Duszyński        | Gdańsk       | 8     | (3,0,2,2,1) |  |
| 9    | Tomasz Jędrzejak       | Częstochowa  | 8     | (2,2,3,1,0) |  |
| 10   | Grzegorz Knapp         | Grudziądz    | 7     | (3,1,1,1,1) |  |
| 11   | Roman Chromik          | Rybnik       | 5     | (1,1,2,0,1) |  |
| 12   | Tomasz Łukaszewicz     | Leszno       | 4     | (1,0,1,2,0) |  |
| 13   | Michał Robacki         | Bydgoszcz    | 4     | (0,1,1,0,2) |  |
| 14   | Andrzej Zieja          | Wrocław      | 2     | (0,2,0,d,w) |  |
| 15   | Łukasz Pawlikowski     | Toruń        | 2     | (0,1,d,1,0) |  |
| 16   | Zbigniew Czerwiński    | Częstochowa  | 1     | (0,u,0,d,1) |  |
|      | rez. Rafał Szombierski | Rybnik       | ns    |             |  |
|      | rez. Rafał Kurmański   | Zielona Góra | ns    |             |  |